# Уна Туба
Уна Светлана Туба (серб. Уна Светлана Туба; нар. 28 вересня 1994, Белград) — сербська борчиня вільного стилю, самбістка, дзюдоїстка, греплерка та пляжна борчиня. Найбільших успіхів на дорослому півні досягла у пляжній боротьбі, чемпіонка світу з цієї дисципліни. Призерка чемпіонатів Європи з греплінгу, срібна призерка Середземноморського чемпіонату з вільної боротьби.

## Життєпис
Боротьбою почала займатися з 2009 року.
Виступала за клуб боротьби в Белграді та клуб дзюдо «Младост Земун». Тренер з боротьби — Сретен Станков, тренер із дзюдо — Србіслав Пантич.

### Родина
Уна Туба — наймолодша з чотирьох сестер, які всі займаються боротьбою. Три старші сестри Ана, Єва та Іра народились в США, де працював їхній батько, Мілан Туба, доктор інформатики та професор факультету математики Белградського університету. Наймолодша Уна народилась в Белграді. Сестри почали займатися боротьбою у безкоштовній школі боротьби в початковій школі Джури Стругара в Белградському районі Земун. До боротьби сестри пробували дзюдо, тхеквондо, айкідо, карате. Чотири доньки доктора Туби були членами національних збірних у двох видах спорту — боротьбі та дзюдо. Сестри разом мають понад 1500 нагород на різних спортивних змаганнях.
Всього в родині шестеро дітей — крім чотирьох сестер — ще два брати, що займаються оздоровчим спортом. Усі шестеро дітей пішли по стопах батька, професійно обравши математику.
Незвичайне прізвище родини походить від діда, етнічного угорця із села Врачев Гай, розташованого між Панчево та Вршацєм в автономному краї Воєводина.

## Спортивні результати на міжнародних змаганнях

### Виступи на Чемпіонатах світу
| Змагання                                | Збірна | Вагова категорія                  | Місце  |
| --------------------------------------- | ------ | --------------------------------- | ------ |
| Чемпіонат світу з пляжної боротьби 2010 | Сербія | жінки, понад 70 кг                | Золото |
| Чемпіонат світу з пляжної боротьби 2010 | Сербія | жінки, абсолютна вагова категорія | Срібло |

### Виступи на Чемпіонатах Європи
| Змагання                          | Збірна | Вагова категорія                                     | Місце  |
| --------------------------------- | ------ | ---------------------------------------------------- | ------ |
| Чемпіонат Європи з греплінгу 2011 | Сербія | греплінг ноу-гі, жінки, абсолютна вагова категорія   | Срібло |
| Чемпіонат Європи з греплінгу 2011 | Сербія | греплінг ноу-гі, жінки, до 75 кг                     | 4      |
| Чемпіонат Європи з греплінгу 2011 | Сербія | греплінг з кімоно, жінки, до 75 кг                   | Срібло |
| Чемпіонат Європи з греплінгу 2011 | Сербія | греплінг з кімоно, жінки, абсолютна вагова категорія | Бронза |
| Чемпіонат Європи з боротьби 2012  | Сербія | жіноча боротьба, до 72 кг                            | 19     |

### Виступи на Середземноморських чемпіонатах
| Змагання                                     | Збірна | Вагова категорія          | Місце  |
| -------------------------------------------- | ------ | ------------------------- | ------ |
| Середземноморський чемпіонат з боротьби 2014 | Сербія | жіноча боротьба, до 75 кг | Срібло |

### Виступи на інших змаганнях
| Змагання                                                    | Збірна | Вагова категорія          | Місце |
| ----------------------------------------------------------- | ------ | ------------------------- | ----- |
| Олімпійський кваліфікаційний турнір з боротьби 2012 (Софія) | Сербія | жіноча боротьба, до 72 кг | 14    |

### Виступи на змаганнях молодших вікових груп
| Змагання                                                   | Збірна | Вагова категорія                            | Місце  |
| ---------------------------------------------------------- | ------ | ------------------------------------------- | ------ |
| Чемпіонат Європи з боротьби серед кадетів 2009             | Сербія | жіноча боротьба, до 70 кг                   | 9      |
| Чемпіонат Європи з боротьби серед кадетів 2010             | Сербія | жіноча боротьба, до 70 кг                   | Бронза |
| Літні юнацькі Олімпійські ігри 2010                        | Сербія | дзюдо, до 78 кг                             | 5      |
| Літні юнацькі Олімпійські ігри 2010                        | Сербія | дзюдо, мішана команда                       | 5      |
| Чемпіонат Європи з боротьби серед кадетів 2011             | Сербія | жіноча боротьба, до 70 кг                   | Бронза |
| Чемпіонат світу з боротьби серед кадетів 2011              | Сербія | жіноча боротьба, до 70 кг                   | 15     |
| Чемпіонат Європи з боротьби серед юніорів 2011             | Сербія | жіноча боротьба, до 72 кг                   | Бронза |
| Чемпіонат світу з боротьби серед юніорів 2011              | Сербія | жіноча боротьба, до 72 кг                   | 9      |
| Чемпіонат світу з боротьби серед юніорів 2011              | Сербія | греплінг з кімоно, до 75 кг                 | Золото |
| Чемпіонат світу з боротьби серед юніорів 2011              | Сербія | греплінг ноу-гі, абсолютна вагова категорія | Срібло |
| Чемпіонат Європи з боротьби серед юніорів 2012             | Сербія | жіноча боротьба, до 72 кг                   | 9      |
| Чемпіонат Європи з боротьби серед юніорів 2013             | Сербія | жіноча боротьба, до 72 кг                   | 7      |
| Чемпіонат світу з боротьби серед юніорів 2013              | Сербія | жіноча боротьба, до 72 кг                   | 9      |
| Середземноморський чемпіонат з боротьби серед юніорів 2014 | Сербія | жіноча боротьба, до 72 кг                   | Золото |
| Чемпіонат Європи з боротьби серед юніорів 2014             | Сербія | жіноча боротьба, до 72 кг                   | 10     |